# Chiesa di San Gottardo (Padernello)
La chiesa di San Gottardo è un piccolo edificio religioso di Padernello, frazione del comune di Paese in provincia di Treviso. Sorge lungo la strada statale 53 Postumia, detta anche "Castellana", a 36 m s.l.m.. Questo luogo di culto è la seconda chiesa campestre di Padernello e rispetto alla Parrocchiale San Lorenzo, si trova a 500m in direzione sud.

## Storia
Secondo i documenti parrocchiali, un primo nucleo della chiesa venne edificato da dei carrettieri tedeschi attorno alla prima metà del XV secolo. I documenti riguardanti questa prima chiesa sono pochi, tanto da far dubitare della sua esistenza prima del 1800. Il vescovo di Treviso Giuseppe Grasser nel biennio 1826-1827, compì una visita pastorale, nella quale censì circa un terzo delle chiese della diocesi, tra cui San Gottardo. Nella relazione, il vescovo consigliava di restaurare la pala dell'altare e di riassestare la chiesa; questo scritto conferma l'esistenza di una struttura prima della chiesa attuale. Nel 1841, la chiesa venne riedificata; la prima struttura non è quella attuale, bensì più piccola, è possibile vedere ancora oggi questo nucleo rimasto intatto. Verso la fine del XIX secolo, la struttura venne ampliata e prese la forma attuale. Nei primi anni del XX secolo venne costruita la scalinata d'ingresso, mentre nel primo dopoguerra venne costruito il campanile e la sacrestia. Durante la prima guerra mondiale, nel sagrato venne costruito un casermone per l'alloggio degli arditi e nella chiesa venne allestito un teatro. Fu necessario riconsacrarla alla fine della guerra, nel 1918. Nel 1993, per opera del Gruppo San Gottardo, venne eseguita la pavimentazione della chiesa con il marmo, nei colori Rosso di Verona e Bianco d'Istria. Nel 2009 venne installato l'orologio sulla facciata della chiesa.

## Edificio
All'interno è possibile ammirare la pala del 1522, raffigurante San Gottardo, attribuita al pittore trevigiano Paris Bordon.
Su un soppalco di fronte all'altare, si trova l'organo callidiano, opera del celebre organaro Gaetano Antonio Callido.
Sulle pareti vicine all'altare sono affissi numerosi ex-voto, a testimonianza delle guarigioni fatte dal santo.

## Dalla Fiera alla Sagra
Nell'area attorno alla chiesa sin dal XVI secolo, si svolgeva un'antica fiera del bestiame e di merci varie. In una di queste fiere vi parteciparono più di 10 000 persone. Il culmine della festa veniva il 5 maggio, giorno di San Gottardo.
Dopo la ricostruzione del 1841, la chiesa necessitava di molti fondi per essere ultimata e le fiere successive furono dedicate a questo scopo. La Fiera di San Gottardo in questo periodo venne chiamata anche con il nome Fiera dei Servitori. All'interno della sede del Gruppo San Gottardo è tuttora visibile uno di questi manifesti, datato 1860. 

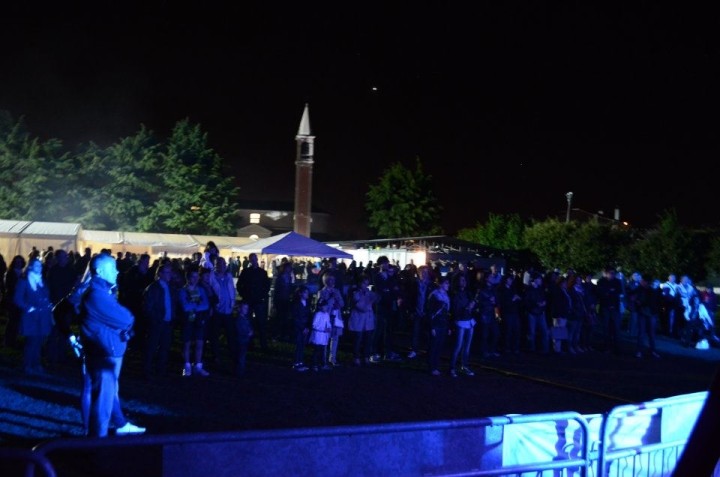
Concerto durante la sagra del 2012, sullo sfondo il campanile.

Purtroppo gli eventi bellici della prima metà del XX secolo, interruppero questa antica fiera.
Nel 1978, per opera del Gruppo San Gottardo, venne ripresa la tradizione di festeggiare il Santo nei primi di maggio. Visto che i tempi erano ormai cambiati e le fiere del bestiame erano ormai cosa del passato, venne deciso di creare la Sagra di San Gottardo, nella quale vengono serviti i piatti tipici di una sagra. Lo scopo di questo gruppo è stato ed è ancora oggi, quello della manutenzione della chiesa e del volontariato per il paese. A questa sagra di maggio si sono aggiunti poi col tempo altre due manifestazioni: la panera (panevìn) alla vigilia dell'Epifania (5 gennaio) e la Sagra della Castagna (nel mese di ottobre). Dal 1992, ogni primo di maggio, si svolge un torneo di pallavolo di squadre amatoriali.

## Altre immagini

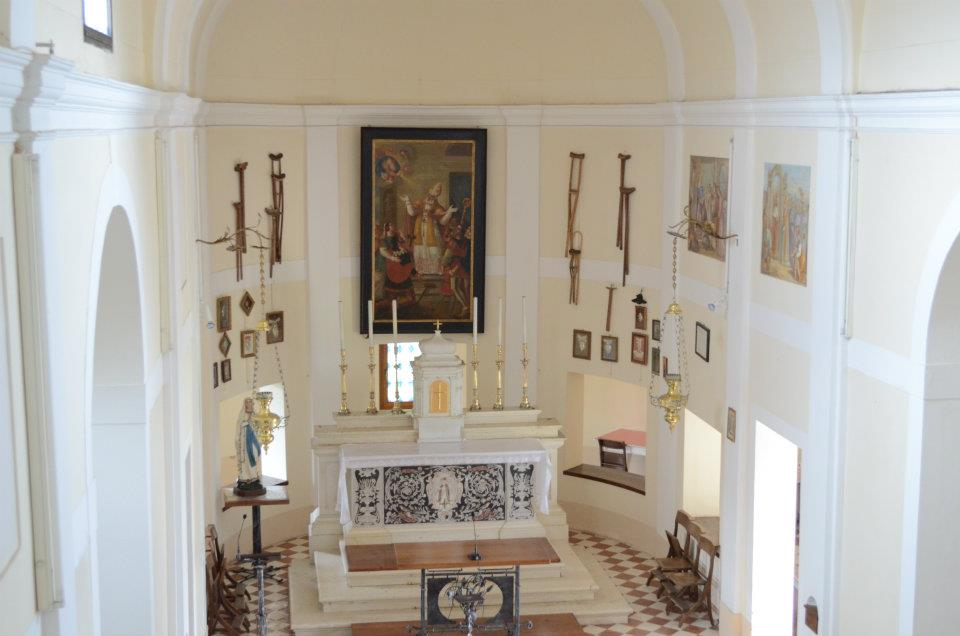
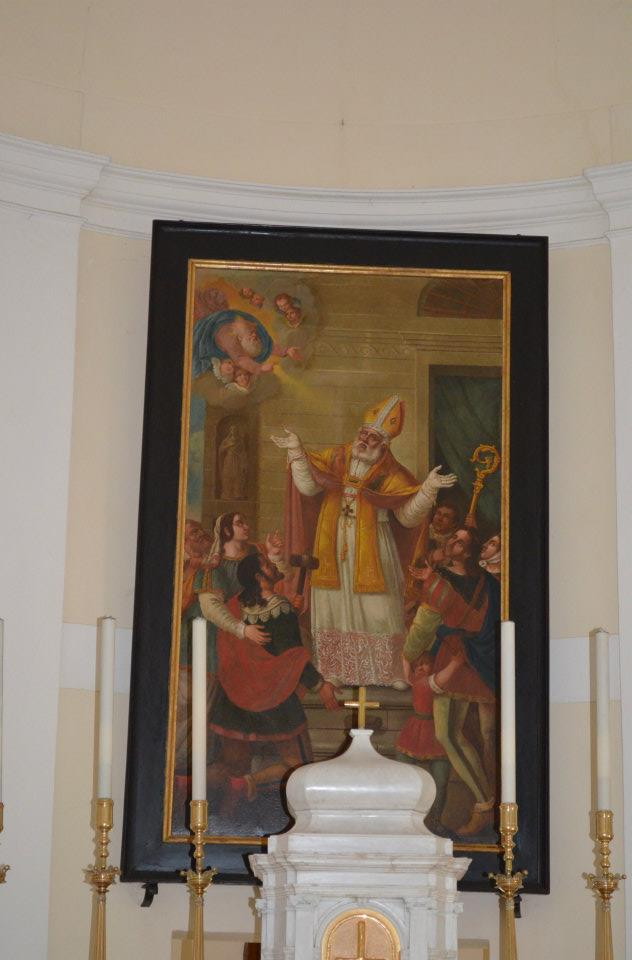
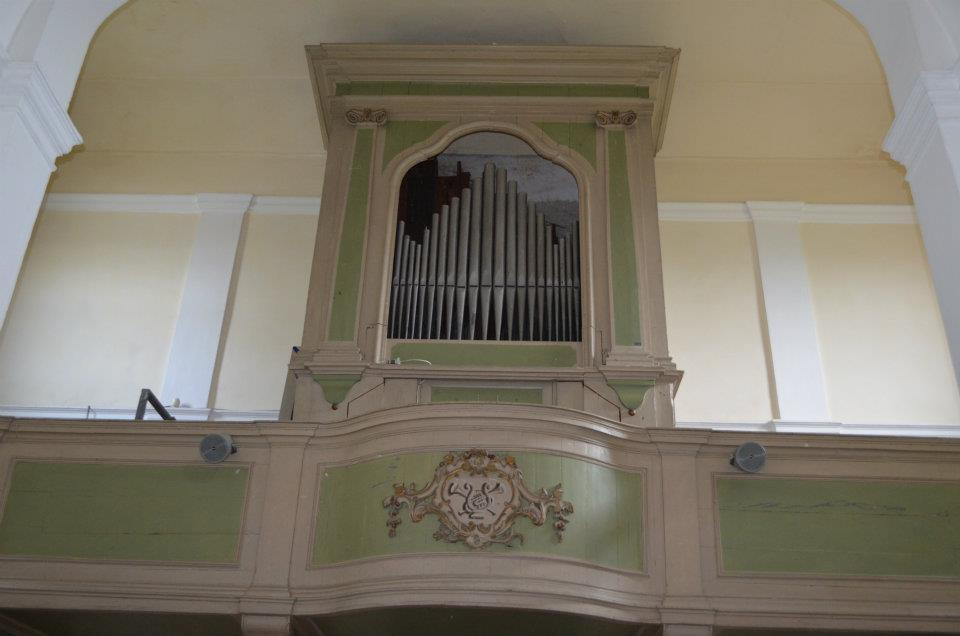